# Valencia Firebats 2018
Questa voce raccoglie le informazioni riguardanti i Valencia Firebats nelle competizioni ufficiali della stagione 2018.

## Maschile

### LNFA Serie A 2018

#### Stagione regolare
| Sa Vileta-Son Rapinya 14 gennaio 2018, ore 12:00 | Mallorca Voltors | 0 – 18 referto | Valencia Firebats | Polideportivo Municipal de Son Moix |

| Beniparrell 20 gennaio 2018, ore 17:00 | Valencia Firebats | 32 – 6 referto | L'Hospitalet Pioners | Poliesportiu Municipal Beniparrell |

| Santa Coloma de Gramenet 11 febbraio 2018, ore 11:30 | Badalona Dracs | 48 – 6 referto | Valencia Firebats | Campo de Fútbol Badalona Sud |

| 17-18 febbraio 2018 | Valencia Firebats | - – - | Reus Imperials |  |

| La Pobla de Farnals 4 marzo 2018, ore 12:00 | Valencia Firebats | 20 – 27 referto | Mallorca Voltors | Polideportivo Batiste Subies |

| Barcellona 10 marzo 2018, ore 17:00 | L'Hospitalet Pioners | 12 – 18 referto | Valencia Firebats | Estadi Joan Serrahima |

| Moncada 7 aprile 2018, ore 17:00 | Valencia Firebats | 7 – 42 referto | Badalona Dracs | Campo de Rugby UER Moncada |

| 14-15 aprile 2018 | Reus Imperials | - – - | Valencia Firebats |  |

### Playoff
| Maracena 28 aprile 2018, ore 16:30 | Granada Lions | 10 – 53 referto | Valencia Firebats | Ciudad Deportiva |

| Rivas-Vaciamadrid 5 maggio 2018, ore 16:00 | Osos de Rivas | 20 – 15 referto | Valencia Firebats | Polideportivo Cerro del Telégrafo |

### Statistiche di squadra
| Competizione      | %Vittorie | In casa | In casa | In casa | In casa | In casa | In casa | In trasferta | In trasferta | In trasferta | In trasferta | In trasferta | In trasferta | Totale | Totale | Totale | Totale | Totale | Totale |
| Competizione      | %Vittorie | G       | V       | N       | P       | Pf      | Ps      | G            | V            | N            | P            | Pf           | Ps           | G      | V      | N      | P      | Pf     | Ps     |
| ----------------- | --------- | ------- | ------- | ------- | ------- | ------- | ------- | ------------ | ------------ | ------------ | ------------ | ------------ | ------------ | ------ | ------ | ------ | ------ | ------ | ------ |
| Stagione regolare | .500      | 3       | 1       | 0       | 2       | 59      | 75      | 3            | 2            | 0            | 1            | 42           | 60           | 6      | 3      | 0      | 3      | 101    | 135    |
| Playoff           | .500      | 0       | 0       | 0       | 0       | 0       | 0       | 2            | 1            | 0            | 1            | 68           | 30           | 2      | 1      | 0      | 1      | 68     | 30     |
| Totale            | .500      | 3       | 1       | 0       | 2       | 59      | 75      | 5            | 3            | 0            | 2            | 110          | 90           | 8      | 4      | 0      | 4      | 169    | 165    |

## Femminile

### LVFA Femenina 2017-2018

#### Stagione regolare
| Valencia 17 dicembre 2017, ore 16:30 | Valencia Firebats | 26 – 18 | Barberá Rookies B |  |

| Alicante 27 gennaio 2018, ore 11:00 | Alicante Sharks | 6 – 20 | Valencia Firebats |  |

| Barberà del Vallès 4 febbraio 2018, ore 12:00 | Barberá Rookies B | 40 – 12 | Valencia Firebats |  |

| Torrent 25 febbraio 2018, ore 12:00 | Valencia Firebats | 43 – 24 | Las Rozas Black Demons |  |

| Maracena 22 aprile 2018, ore 12:00 | Granada Lions | 25 – 34 | Valencia Firebats |  |

| Valencia 29 aprile 2018, ore 12:00 | Valencia Firebats | 14 – 13 | Alicante Sharks |  |

### Playoff
| Valencia 26 maggio 2018, ore 17:00 | Valencia Firebats | 46 – 18 | Alicante Sharks |  |

### Statistiche di squadra
| Competizione      | %Vittorie | In casa | In casa | In casa | In casa | In casa | In casa | In trasferta | In trasferta | In trasferta | In trasferta | In trasferta | In trasferta | Totale | Totale | Totale | Totale | Totale | Totale |
| Competizione      | %Vittorie | G       | V       | N       | P       | Pf      | Ps      | G            | V            | N            | P            | Pf           | Ps           | G      | V      | N      | P      | Pf     | Ps     |
| ----------------- | --------- | ------- | ------- | ------- | ------- | ------- | ------- | ------------ | ------------ | ------------ | ------------ | ------------ | ------------ | ------ | ------ | ------ | ------ | ------ | ------ |
| Stagione regolare | .833      | 3       | 3       | 0       | 0       | 83      | 55      | 3            | 2            | 0            | 1            | 66           | 71           | 6      | 5      | 0      | 1      | 149    | 126    |
| Playoff           | 1.000     | 1       | 1       | 0       | 0       | 46      | 18      | 0            | 0            | 0            | 0            | 0            | 0            | 1      | 1      | 0      | 0      | 46     | 18     |
| Totale            | .857      | 4       | 4       | 0       | 0       | 129     | 73      | 3            | 2            | 0            | 1            | 66           | 71           | 7      | 6      | 0      | 1      | 195    | 144    |